# VM i håndbold 1975 (kvinder)
Verdensmesterskabet i håndbold for damer i 1975 var den sjette indendørs VM-slutrunde for kvinder, og den blev afholdt i Sovjetunionen i perioden 2. – 13. december 1975. Tunesien og USA deltog for første gang.
De 12 deltagende lande spillede først en indledende runde med 3 grupper á 4 hold. De to bedste hold fra hver gruppe gik videre til placeringsrunden om placeringerne 1-6, de tre tredjebedste hold spillede om placeringerne 7-9, og de sidste tre hold spillede om placeringerne 10-12.
Mesterskabet blev domineret af de østeuropæiske nationer, som besatte de første syv pladser. Guldmedaljerne blev vundet af DDR foran værtslandet Sovjetunionen og Ungarn. Det var østtyskernes anden VM-titel for kvinder (den første blev vundet i 1971). Sølvmedaljerne var Sovjetunionens indtil da bedste resultat ved et kvinde-VM, mens Ungarn vandt bronzemedaljer for anden gang i historien.
De forsvarende verdensmestre Jugoslavien endte på femtepladsen. Danmark blev. nr. 9, hvilket var den dårligste danske VM-placering indtil da, og danskerne kvalificerede sig dermed ikke direkte til næste VM.

## Indledende runde
| Gruppe A                   |                            |                            |       |
| Tjekkoslovakiet - Japan    | Tjekkoslovakiet - Japan    | Tjekkoslovakiet - Japan    | 21-13 |
| Rumænien - Norge           | Rumænien - Norge           | Rumænien - Norge           | 13-10 |
| Tjekkoslovakiet - Norge    | Tjekkoslovakiet - Norge    | Tjekkoslovakiet - Norge    | 21-12 |
| Rumænien - Japan           | Rumænien - Japan           | Rumænien - Japan           | 24-18 |
| Rumænien - Tjekkoslovakiet | Rumænien - Tjekkoslovakiet | Rumænien - Tjekkoslovakiet | 20-6  |
| Norge - Japan              | Norge - Japan              | Norge - Japan              | 16-8  |
|                            | Kampe                      | Mål                        | Point |
| Rumænien                   | 3                          | 57-34                      | 6     |
| Tjekkoslovakiet            | 3                          | 48-45                      | 4     |
| Norge                      | 3                          | 38-42                      | 2     |
| Japan                      | 3                          | 39-61                      | 0     |

| Gruppe B               |                        |                        |       |
| Jugoslavien - Danmark  | Jugoslavien - Danmark  | Jugoslavien - Danmark  | 16-9  |
| Ungarn - Tunesien      | Ungarn - Tunesien      | Ungarn - Tunesien      | 28-6  |
| Ungarn - Danmark       | Ungarn - Danmark       | Ungarn - Danmark       | 17-9  |
| Jugoslavien - Tunesien | Jugoslavien - Tunesien | Jugoslavien - Tunesien | 41-3  |
| Jugoslavien - Ungarn   | Jugoslavien - Ungarn   | Jugoslavien - Ungarn   | 11-8  |
| Danmark - Tunesien     | Danmark - Tunesien     | Danmark - Tunesien     | 25-8  |
|                        | Kampe                  | Mål                    | Point |
| Jugoslavien            | 3                      | 68-20                  | 6     |
| Ungarn                 | 3                      | 53-26                  | 4     |
| Danmark                | 3                      | 43-41                  | 2     |
| Tunerien               | 3                      | 17-94                  | 0     |

| Gruppe C              |                       |                       |       |
| Sovjetunionen - DDR   | Sovjetunionen - DDR   | Sovjetunionen - DDR   | 10-10 |
| Polen - USA           | Polen - USA           | Polen - USA           | 21-6  |
| DDR - Polen           | DDR - Polen           | DDR - Polen           | 24-6  |
| Sovjetunionen - USA   | Sovjetunionen - USA   | Sovjetunionen - USA   | 33-4  |
| Sovjetunionen - Polen | Sovjetunionen - Polen | Sovjetunionen - Polen | 15-8  |
| DDR - USA             | DDR - USA             | DDR - USA             | 29-8  |
|                       | Kampe                 | Mål                   | Point |
| Sovjetunionen         | 3                     | 63-24                 | 5     |
| DDR                   | 3                     | 58-22                 | 5     |
| Polen                 | 3                     | 35-45                 | 2     |
| USA                   | 3                     | 18-83                 | 0     |

## Placeringsrunder
| Placeringsrunde (1.- 6.plads)   |                                 |                                 |       |
| Jugoslavien - Tjekkoslovakiet   | Jugoslavien - Tjekkoslovakiet   | Jugoslavien - Tjekkoslovakiet   | 13-13 |
| Rumænien - Sovjetunionen        | Rumænien - Sovjetunionen        | Rumænien - Sovjetunionen        | 16-17 |
| DDR - Ungarn                    | DDR - Ungarn                    | DDR - Ungarn                    | 10-9  |
| Sovjetunionen - Tjekkoslovakiet | Sovjetunionen - Tjekkoslovakiet | Sovjetunionen - Tjekkoslovakiet | 16-8  |
| Rumænien - Ungarn               | Rumænien - Ungarn               | Rumænien - Ungarn               | 10-11 |
| Jugoslavien - DDR               | Jugoslavien - DDR               | Jugoslavien - DDR               | 12-13 |
| Ungarn - Tjekkoslovakiet        | Ungarn - Tjekkoslovakiet        | Ungarn - Tjekkoslovakiet        | 12-5  |
| DDR - Rumænien                  | DDR - Rumænien                  | DDR - Rumænien                  | 10-7  |
| Sovjetunionen - Jugoslavien     | Sovjetunionen - Jugoslavien     | Sovjetunionen - Jugoslavien     | 17-12 |
| Ungarn - Sovjetunionen          | Ungarn - Sovjetunionen          | Ungarn - Sovjetunionen          | 12-10 |
| DDR - Tjekkoslovakiet           | DDR - Tjekkoslovakiet           | DDR - Tjekkoslovakiet           | 17-11 |
| Rumænien - Jugoslavien          | Rumænien - Jugoslavien          | Rumænien - Jugoslavien          | 12-11 |
|                                 | Kampe                           | Mål                             | Point |
| 1. DDR                          | 5                               | 60-49                           | 9     |
| 2. Sovjetunionen                | 5                               | 70-58                           | 7     |
| 3. Ungarn                       | 5                               | 52-46                           | 6     |
| 4. Rumænien                     | 5                               | 65-55                           | 4     |
| 5. Jugoslavien                  | 5                               | 59-63                           | 3     |
| 6. Tjekkoslovakiet              | 5                               | 43-78                           | 1     |

| Placeringsrunde (7.- 9.plads) |                 |                 |       |
| Norge - Polen                 | Norge - Polen   | Norge - Polen   | 11-14 |
| Danmark - Polen               | Danmark - Polen | Danmark - Polen | 9-16  |
| Norge - Danmark               | Norge - Danmark | Norge - Danmark | 12-10 |
|                               | Kampe           | Mål             | Point |
| 7. Polen                      | 2               | 30-20           | 4     |
| 8. Norge                      | 2               | 23-24           | 2     |
| 9. Danmark                    | 2               | 19-28           | 0     |

| Placeringsrunde (10.- 12.plads) |                  |                  |       |
| Japan - USA                     | Japan - USA      | Japan - USA      | 17-10 |
| Tunesien - USA                  | Tunesien - USA   | Tunesien - USA   | 13-14 |
| Japan - Tunesien                | Japan - Tunesien | Japan - Tunesien | 26-10 |
|                                 | Kampe            | Mål              | Point |
| 10. Japan                       | 2                | 43-20            | 4     |
| 11. USA                         | 2                | 24-30            | 2     |
| 12. Tunesien                    | 2                | 23-40            | 0     |

### Slutstilling
1. DDR,
2. Sovjetunionen,
3. Ungarn,
4. Rumænien,
5. Jugoslavien,
6. Tjekkoslovakiet,
7. Polen,
8. Norge,
9. Danmark,
10. Japan,
11. USA,
12. Tunesien.
De tre bedste hold (DDR, Sovjetunionen og Ungarn) kvalificerede sig direkte til næste A-VM i 1978 sammen med det kommende værtsland Tjekkoslovakiet. De resterende hold måtte ud i kvalifikation til næste VM. For de europæiske hold gjaldt B-VM 1977 som kvalifiktationsturnering.